# دون جيبسون
دون جيبسون (بالإنجليزية: Don Gibson)‏ (12 مايو 1929 بمانشستر في المملكة المتحدة - ) هو لاعب كرة قدم بريطاني في مركز الوسط. لعب مع شيفيلد وينزداي ومانشستر يونايتد ونادي ليتون أورينت.

## وصلات خارجية
- دون جيبسون على موقع قاعدة بيانات كرة القدم.إي يو (الإنجليزية)